# Casa Juncosa
La casa Juncosa è un edificio che si trova a Barcellona al numero 78 della Rambla de Catalunya.
L'edificio è stato commissionato da Evarist Juncosa all'architetto modernista Salvador Vinyals che ne firmò il progetto nel 1909, anche se la paternità è attribuita al fratellastro Melcior Vinyals.
La casa Juncosa è un edificio di quattro piani ispirato alla Casa Calvet di Gaudí e presenta una facciata in pietra totalmente simmetrica e decorata con elementi scultorei che richiamano motivi vegetali.
Tra le caratteristiche più notevoli della casa ci sono il bovindo al piano nobile e i quattro balconi decorati in pietra con motivi che rimandano al mondo vegetale e del cioccolato, origine della fortuna della famiglia Juncosa. Interessante anche il secondo piano che si distingue dai due superiori per il balcone centrale che si basa sulla tribuna del primo piano.